# Shirley Booth
Shirley Booth (n. 30 august 1898, New York City, New York, SUA – d. 16 octombrie 1992, Chatham⁠(d), Massachusetts, SUA) a fost o actriță americană de film laureată a premiului Oscar și laureată a triplei recunoașteri filmice numită Triple Crown of Acting, o categorie aparte pentru actorii și actrițele care sunt câștigători ai premiilor Oscar, Tony și Emmy.